# Mustakari (öar)
Mustakari är öar i Finland.   De ligger i landskapet Kymmenedalen, i den södra delen av landet, 130 km öster om huvudstaden Helsingfors.